# 頸紅蝽
頸紅蝽（学名：Antilochus coquebertii），又名大紅星椿象、頸紅椿象，为紅蝽科頸紅蝽屬下的一种椿象。